# Moya O’Sullivan
Moya O’Sullivan (1926. június 8. – Sydney, 2018. január 16.) ausztrál színésznő.

## Filmjei

### Mozifilmek
- Never Mention Murder (1965)
- The Best of Friends (1982)
- Midnite Spares (1983)
- Playing Beatie Bow (1986)
- Garbo (1992)
- Kéz és ököl (Two Hands) (1999)
- The View from Greenhaven (2008)

### Tv-filmek
- Farewell, Farewell, Eugene (1960)
- Thunder on Sycamore Street (1960)
- Say You Want Me (1977)
- A Place in the World (1979)
- Jonah (1982)
- Great Expectations (1983, hang)
- David Copperfield (1983, hang)
- Sherlock Holmes and the Baskerville Curse (1983, hang)
- A Tale of Two Cities (1984, hang)
- Whose Baby (1986)
- Flight Into Hell (1987)
- Hiawatha (1988, hang)
- Danger Down Under (1988)
- The Saint: Fear in Fun Park (1989)
- Body Surfer (1989)
- Időjáték (The Time Game) (1992)

### Tv-sorozatok
- The Story of Peter Grey (1961)
- Jonah (1963, egy epizódban)
- Story Parade (1964, egy epizódban)
- ITV Play of the Week (1964, egy epizódban)
- The Edgar Wallace Mystery Theatre (1964, egy epizódban)
- Hugh and I (1965, egy epizódban)
- Undermind (1965, egy epizódban)
- Homicide (1965–1975, hat epizódban)
- Hunter (1968, egy epizódban)
- Division 4 (1969–1974, hat epizódban)
- Skippy (1970, egy epizódban)
- Delta (1970, egy epizódban)
- Matlock Police (1971–1972, négy epizódban)
- The Comedy Game (1971, 1973, két epizódban)
- A Nice Day at the Office (1972, egy epizódban)
- Birds in the Bush (1972, egy epizódban)
- Number 96 (1975, egy epizódban)
- Cop Shop (1977–1978, 18 epizódban)
- Hotel Story (1978, egy epizódban)
- Ride on Stranger (1979, két epizódban)
- Sons and Daughters (1982, 11 epizódban)
- A Country Practice (1983–1993, hat epizódban)
- Kingswood Country (1984, egy epizódban)
- Hey Dad..! (1987–1991, hét epizódban)
- Richmond Hill (1988) (TV Series)
- Skippy kalandjai (The Adventures of Skippy) (1992–1993, 39 epizódban)
- G.P.  (1993, egy epizódban)
- Neighbours (1994–2005, 219 epizódban)
- House Gang (1998, egy epizódban)
- Vízizsaruk (Water Rats) (2000, egy epizódban)
- Flat Chat (2001, egy epizódban)
- Lovasiskola (Outriders) (2001, négy epizódban)
- Otthonunk (Home and Away) (2001, egy epizódban)
- Szentek kórháza (All Saints) (2001–2008, négy epizódban)
- Kisvárosi zsaruk (Blue Heelers) (2002, egy epizódban)
- Don't Blame the Koalas (2002, egy epizódban)
- Behajtók (Tricky Business) (2012, egy epizódban)